# Didzis Šmits
Didzis Šmits (ur. 14 lutego 1975 w Rydze) – łotewski polityk i działacz gospodarczy, poseł na Sejm, w latach 2022–2023 minister rolnictwa.

## Życiorys
W 1993 ukończył liceum francuskie w Rydze, a w 1998 studia ze stosunków międzynarodowych na Uniwersytecie Łotwy. W 2000 uzyskał magisterium na Université Paris-Sud. Pracował początkowo w służbie zajmującej się ochroną prezydenta i Sejmu, a następnie w ministerstwie spraw zagranicznych. Był m.in. zastępcą dyrektora (2003–2004) i dyrektorem (2004) kancelarii ministra. W latach 2005–2009 zasiadał w radzie gminy Roja. Był związany z Nową Erą, w 2006 pełnił funkcję jej rzecznika prasowego. W 2006 został przewodniczącym Łotewskiego Związku Rybaków. Kierował również radą federacji łotewskich przedsiębiorstw spożywczych.
Zaangażował się w działalność polityczną w ramach ugrupowania KPV LV. W wyborach w 2018 z listy tej formacji uzyskał mandat deputowanego na Sejm XIII kadencji. W 2019 grupa posłów wysunęła jego kandydaturę na prezydenta (parlament wybrał na ten urząd Egilsa Levitsa). W trakcie kadencji odszedł z KPV LV, później dołączył do Łotewskiej Partii Zielonych. W 2022 z ramienia współtworzonej przez LZP Zjednoczonej Listy z powodzeniem ubiegał się o poselską reelekcję.
W grudniu 2022 w nowo powołanym drugim rządzie Artursa Krišjānisa Kariņša objął stanowisko ministra rolnictwa. Urząd ten sprawował do września 2023.